# Microregione di Campinas
Campinas è una microregione dello Stato di San Paolo in Brasile, appartenente alla mesoregione di Campinas.

## Comuni
Comprende 14 comuni:
- Americana
- Campinas
- Elias Fausto
- Holambra
- Hortolândia
- Indaiatuba
- Jaguariúna
- Monte Mor
- Nova Odessa
- Pedreira
- Santa Bárbara d'Oeste
- Sumaré
- Valinhos
- Vinhedo